# Ursus (peplum)
Ursus è un personaggio di fantasia ed uno dei protagonisti del romanzo Quo vadis?, scritto nel 1894 da Henryk Sienkiewicz. Al personaggio sono stati dedicati numerosi film.

## Il personaggio
Ursus è una sorta di guardia del corpo, connazionale e servitore fedele di Licia, protagonista del romanzo assieme a Marco Vinicio. Un tempo al servizio della regina dei Lugi, è come un padre per lei, essendo anch'egli condannato ad essere inviato come ostaggio a Roma.
Gigante dalla forza prodigiosa in grado di uccidere qualunque uomo a mani nude, ha però il cuore puro d'un bambino, ingenuo e buono, e protegge infaticabilmente colei che ancora onora come sua principessa.
Convertito al cristianesimo in casa di Pomponia e battezzato col nome di Urbano, salva Licia dall'assalto di Marco Vinicio nel banchetto di Nerone, fugge con lei attaccando con alcuni correligionari gli schiavi che dovevano condurla in casa del giovane patrizio. Si nasconde con lei e lavora durante la notte come operaio alla macina del fornaio Demade.
Viene ingannato da Chilone Chilonide, che gli fa credere un tradimento da parte di Glauco, ma non porta a compimento il piano del millantatore. Difende Licia quando Marco Vinicio li pedina per rapirla e uccide il gladiatore Crotone in un duello a mani nude.
Catturato anche lui in seguito alle persecuzioni anticristiane, sostiene la padrona in cella dove una grave febbre sta per ucciderla. Nell'arena, quando Licia viene attaccata alle corna d'un bufalo per essere straziata, affronta il gigantesco animale e lo uccide a forza di braccia. Si trasferisce con Marco e Licia in Sicilia alla fine del romanzo.